# آلن باک
آلن باک (انگلیسی: Alan Buck؛ زادهٔ ۲۵ اوت ۱۹۴۶) بازیکن فوتبال اهل بریتانیا است.
از باشگاه‌هایی که در آن بازی کرده‌است می‌توان به باشگاه فوتبال پول تاون و باشگاه فوتبال کولچستر یونایتد اشاره کرد.